# Bộ Dân ủy Nội vụ Liên Xô
Bộ Dân ủy Nội vụ (Народный комиссариат внутренних дел, Narodnyy komissariat vnutrennikh del), viết tắt NKVD (НКВД listenⓘ) là một cơ quan hành pháp của Liên Xô, đơn vị trực tiếp thi hành quyền lực của Đảng Cộng sản Liên Xô trong lĩnh vực an ninh, tình báo.  Nhiệm vụ chính của nó là các hoạt động tình báo hải ngoại, phản gián, chống gián điệp nước ngoài, các hoạt động điều tra, kiểm soát biên giới, bảo vệ các lãnh tụ của ủy ban trung ương đảng cộng sản Liên Xô và chính phủ Liên Xô, bảo đảm truyền thông của chính quyền cũng như chống lại các phong trào ly khai, những nhân vật và tổ chức hoạt động chống Nhà nước Xô viết.
Bên cạnh đó, NKVD còn có nhiệm vụ điều tra và truy tố bọn trộm cắp tài sản xã hội chủ nghĩa, tội phạm có tổ chức, và bảo vệ biên giới cùng các đơn vị biên phòng. Năm 1941, các đơn vị NKVD ở biên giới là một trong những đơn vị đầu tiên chiến đấu chống lại quân đội Đức Quốc xã tấn công vào Liên Xô. Trong thời kỳ thế chiến thứ 2, NKVD có thêm nhiệm vụ là tổ chức những điểm tiếp nhận và vận chuyển tù binh, tổ chức việc cung cấp thực phẩm và thuốc men, tổ chức công tác điều phối việc vận chuyển tới các điểm giam giữ tù binh. NKVD được coi là đơn vị có trọng trách cao nhất trong việc duy trì an ninh tại hậu phương của Liên Xô trong thời kỳ thế chiến thứ 2.
Đến năm 1946, NKVD được tái tổ chức và trở thành Bộ Nội vụ Liên Xô (MVD), đến năm 1953 lại trở thành "Ủy ban An ninh Quốc gia" (KGB), là đơn vị tình báo nổi tiếng nhất của Liên Xô.

## Lịch sử

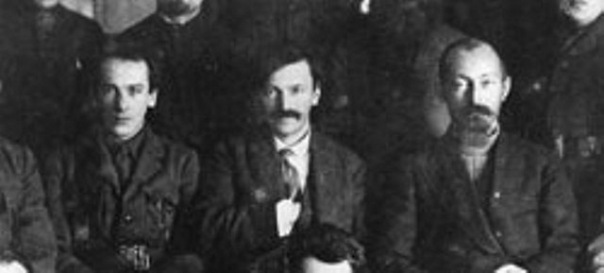
Lãnh đạo NKVD trước đây Genrikh Yagoda, Vyacheslav Menzhinsky và Felix Dzerzhinsky, 1924

Sau Cách mạng Tháng Hai Nga năm 1917, Chính phủ lâm thời đã giải tán Binh đoàn Hiến binh đặc biệt (tiếng Nga: Отдельный корпус жандармов), Nha Cảnh vệ (tiếng Nga: Департамент Полиции) của Sa hoàng và thiết lập Narodnyj Militsiya (Cảnh sát Nhân dân). Sau đó diễn ra Cách mạng Tháng Mười năm 1917 với sự lãnh đạo bởi Lenin và Bolshevik đã giành chính quyền và thiết lập chính quyền Bolshevik mới, Liên bang Cộng hòa Xã hội chủ nghĩa Xô viết Nga hay còn gọi Nga Xô Viết (RSFSR). Bộ Nội vụ  (MVD) Chính phủ lâm thời trước đây dưới quyền Georgy Lvov (từ tháng 3 năm 1917), Nikolai Avksentiev (từ 6 tháng 8 [lịch cũ 24 tháng 7] năm 1917), Alexei Nikitin (từ 8 tháng 10 [lịch cũ 25 tháng 9] năm 1917), được chuyển thành Bộ Dân ủy Nội vụ (NKVD) dưới quyền Ủy viên Nhân dân. Tuy nhiên, NKVD bị quá tải bởi kế thừa các nhiệm vụ từ MVD, chẳng hạn như giám sát chính quyền địa phương và cứu hỏa, và Cảnh sát Công nhân và Nông dân (рабоче-крестьянской милиции) chịu trách nhiệm bởi những người vô sản hầu hết đều thiếu kinh nghiệm và không đủ chuyên môn. Nhận thấy rằng không có lực lượng an ninh đủ năng lực, Hội đồng Dân ủy Nga Xô thành lập ngày (20 tháng 12 [lịch cũ 7 tháng 12] năm 1917) lực lượng cảnh sát chính trị mật, Ủy ban Đặc biệt toàn Nga (Всеросси́йская чрезвыча́йная коми́ссия, Cheka), lãnh đạo bởi Felix Dzerzhinsky. Ủy ban đã giành được quyền tiến hành xét xử và hành quyết phi tư pháp nhanh chóng, nếu điều đó được coi là cần thiết để "bảo vệ cuộc cách mạng Cộng sản - xã hội chủ nghĩa Nga".
Cheka được tổ chức lại vào năm 1922  thành Cục Chính trị Quốc gia, hoặc GPU (Государственное политическое управление, Gosudarstvennoe politicheskoe upravlenie), thuộc NKVD Nga Xô. Năm 1922 Liên Xô thành lập, với Nga Xô là nước Cộng hòa Liên bang lớn nhất. GPU đã trở thành Cục Chính trị Quốc gia toàn liên bang (Объединённое государственное политическое управление, Obyedinyonnoye gosudarstvennoye politicheskoye upravleniye, OGPU), thuộc Hội đồng Dân ủy Liên Xô, trở thành cơ quan ngang Bộ. NKVD Nga Xô duy trì quyền kiểm soát militsiya và nhiều trách nhiệm khác.
Năm 1934 NKVD Nga Xô được chuyển đổi thành một lực lượng an ninh toàn liên bang, NKVD Liên Xô (mà các nhà lãnh đạo Đảng Cộng sản Liên Xô gọi là "đội ngũ quan trọng của đảng chúng ta"), và OGPU được hợp nhất vào NKVD với tên gọi là Tổng cục An ninh Quốc gia (GUGB); NKVD riêng biệt của Nga Xô không được phục hồi cho đến năm 1946  (là Bộ Nội vụ Nga Xô). Do đó, NKVD cũng nắm quyền kiểm soát tất cả các cơ sở giam giữ (bao gồm các trại lao động, được biết tới là GULag) cũng như cảnh sát chính quy. Vào những thời điểm khác nhau, NKVD có các Tổng cục sau, viết tắt "ГУ"– Главное управление, Glavnoye upravleniye.
ГУГБ – государственной безопасности, Tổng cục An ninh Quốc gia (GUGB, Glavnoye upravleniye gosudarstvennoi bezopasnosti)
ГУРКМ– рабоче-крестьянской милиции, Tổng cục Cảnh sát Công nhân và Nông dân (GURKM, Glavnoye upravleniye raboče-krest'yanskoi militsyi)
ГУПВО– пограничной и внутренней охраны, Tổng cục An ninh Biên giới và Nội vụ (GUPVO, GU pograničnoi i vnytrennei okhrany)
ГУПО– пожарной охраны, Tổng cục Phòng cháy chữa cháy (GUPO, GU požarnoi okhrany)
ГУШосДор– шоссейных дорог, Tổng cục Cao tốc (GUŠD, GU šosseynykh dorog)
ГУЖД– железных дорог, Tổng cục Đường sắt (GUŽD, GU železnykh dorog)
ГУЛаг– Главное управление исправительно-трудовых лагерей и колоний, Tổng cục Trại giam (GULag, Glavnoye upravleniye ispravitelno-trudovykh lagerey i kolonii)
ГЭУ  – экономическое, Tổng cục Kinh tế (GEU, Glavnoye ekonomičeskoie upravleniye)
ГТУ  – транспортное, Tổng cục Giao thông (GTU, Glavnoye transportnoie upravleniye)
ГУВПИ – военнопленных и интернированных, Tổng cục Tù binh và giam giữ cá nhân (GUVPI, Glavnoye upravleniye voyennoplennikh i internirovannikh)

### Thời kỳ Yezhov
Cho đến khi Nikolai Yezhov bắt đầu tái tổ chức với cuộc thanh trừng cảnh sát mật địa phương vào mùa thu năm 1936 và chính thức hóa vào tháng 5 năm 1939 theo đó tất cả các cuộc bổ nhiệm cho cảnh sát mật địa phương đều được kiểm soát từ trung ương trực tiếp là NKVD Liên Xô chỉ đạo, trước đây đã thường xuyên xảy ra căng thẳng giữa trung ương kiểm soát tập trung các đơn vị địa phương, và sự cấu kết của các đơn vị này với các đảng phái địa phương và khu vực, dẫn đến việc phá hỏng các kế hoạch từ Moskva.
Sau khi thành lập vào năm 1934, NKVD đã trải qua nhiều thay đổi về tổ chức; riêng từ năm 1938 đến năm 1939, cơ cấu và ban lãnh đạo của NKVD đã thay đổi ba lần.
Trong thời gian Yezhov nắm quyền, cuộc Đại thanh trừng lên đến đỉnh điểm chỉ tính riêng từ những năm 1937 và 1938, ít nhất 1.3 triệu người bị bắt và 681,692 người bị hành quyết vì 'tội danh chống lại nhà nước'. Gulag tăng 685,201 người dưới thời Yezhov, gần gấp ba quy mô chỉ trong hai năm, với ít nhất 140,000 tù nhân (có thể nhiều hơn) chết vì suy dinh dưỡng, kiệt sức và các yếu tố trong trại giam (hoặc trong quá trình vận chuyển).
Vào ngày 3 tháng 2 năm 1941, vụ 4 (Bộ phận Đặc biệt, OO) thuộc GUGB NKVD cơ quan an ninh chịu trách nhiệm về hoạt động chống phản gián trong Lực lượng vũ trang Liên Xô, bao gồm 12 Bộ phận và một Đơn vị Điều tra, được tách ra khỏi GUGB NKVD Liên Xô.
Việc giải thể OO GUGB trong NKVD được công bố vào ngày 12 tháng 2 theo nghị định liên tịch số 00151/003 của NKVD và Bộ Dân ủy An ninh Quốc gia (NKGB) Liên Xô. Các cơ quan còn lại của GUGB đã bị bãi bỏ và nhân viên được chuyển đến NKGB mới được thành lập. Các vụ của GUGB trước đây được đổi tên thành Cục. Ví dụ, đơn vị tình báo nước ngoài được gọi là Vụ Ngoại giao (INO) trở thành Cục Đối ngoại (INU); Đơn vị cảnh sát mật GUGB do Vụ Chính trị Bí mật (SPO) trở thành Cục Chính trị Bí mật (SPU),... và tương tự. Vụ 4 GUGB (OO) trước đây được chia thành ba bộ phận. Một bộ phận xử lý phản gián quân sự trong lực lượng NKVD (trước đây Bộ phận 11 của vụ 4 GUGB) trở thành vụ 3 NKVD hoặc OKR (Otdel KontrRazvedki), lãnh đạo OKR NKVD là Aleksander Belyanov.
Sau khi Đức tấn công Liên Xô (tháng 6/1941), NKGB Liên Xô bị giải thể và ngày 20 tháng 7 năm 1941 các đơn vị của NKGB trở thành một phần của NKVD  Liên Xô. Lực lượng CI cũng được nâng cấp từ vụ thành cục và trực thuộc tổ chức NKVD (Tổng cục Đặc biệt hoặc UOO NKVD Liên Xô). Bộ phận duy nhất không quay trở lại UOO NKVD cho đến ngày 11 tháng 1 năm 1942 là bộ phận chịu trách nhiệm về phản gián trong NKVMF (Hải quân). Bộ phận quay trở lại quyền kiểm soát của NKVD vào ngày 11 tháng 1 năm 1942 với tư cách là Vụ 9 UOO do P. Gladkov lãnh đạo. Vào tháng 4 năm 1943, Tổng cục Đặc biệt được chuyển thành Cục Diệt gián điệp (SMERSH) và chuyển sang Bộ Dân ủy Quốc phòng và các Bộ Dân ủy quản lý. Đồng thời, NKVD giảm quy mô và nhiệm vụ bằng cách thành lập lại NKGB.
Năm 1946, tất cả Bộ Dân ủy được gọi là "Bộ". Theo đó, Bộ Dân ủy Nội vụ (NKVD) Liên Xô trở thành Bộ Nội vụ (MVD), trong khi NKGB được đổi tên thành Bộ An ninh Quốc gia (MGB).
Năm 1953, sau khi Lavrenty Beria bị bắt, MGB sát nhập lại với MVD. Các ngành cảnh sát và an ninh cuối cùng đã tách ra vào năm 1954 để trở thành:
- Bộ Nội vụ Liên Xô (MVD), chịu trách nhiệm về lực lượng dân quân chống tội phạm và các cơ sở cải huấn.
- Ủy ban An ninh Quốc gia Liên Xô (KGB), chịu trách nhiệm về cảnh sát mật, tình báo, phản gián, bảo vệ cá nhân (của giới lãnh đạo) và thông tin liên lạc bí mật.

## Tổ chức

### Ủy viên Nhân dân
| STT | Họ và tên (sinh - mất)    | Họ và tên (sinh - mất)                                                | Nhiệm kỳ         | Nhiệm kỳ         | Chức vụ kiêm nhiệm | Lãnh đạo Chính phủ             |
| STT | Họ và tên (sinh - mất)    | Họ và tên (sinh - mất)                                                | Bổ nhiệm         | Miễn nhiệm       | Chức vụ kiêm nhiệm | Lãnh đạo Chính phủ             |
| --- | ------------------------- | --------------------------------------------------------------------- | ---------------- | ---------------- | --- | ------------------------------ |
| 1   |                           | Tổng ủy viên An ninh nhà nước Genrikh Grigoryevich Yagoda (1891—1938) | 10 tháng 7 1934  | 26 tháng 9 1936  | Ủy viên Trung ương Đảng Cộng sản toàn Liên bang Phó Chủ tịch Ủy ban Dự trữ thuộc Hội đồng Lao động và Quốc phòng Liên Xô                               | Vyacheslav Molotov (1890—1986) |
| 2   |                           | Tổng ủy viên An ninh nhà nước Nikolay Ivanovich Yezhov (1895—1940)    | 26 tháng 9 1936  | 25 tháng 11 1938 | Ủy viên dự khuyết Bộ Chính trị Bí thư Trung ương Đảng Cộng sản toàn Liên bang Phó Chủ tịch Ủy ban Dự trữ thuộc Hội đồng Lao động và Quốc phòng Liên Xô | Vyacheslav Molotov (1890—1986) |
| 3   |                           | Tổng ủy viên An ninh nhà nước Lavrenty Pavlovich Beria (1899—1953)    | 25 tháng 11 1938 | 29 tháng 12 1945 | Ủy viên dự khuyết Bộ Chính trị Phó Chủ tịch Hội đồng Dân ủy Liên Xô                                                                                    | Vyacheslav Molotov (1890—1986) |
| 3   | Joseph Stalin (1878—1953) | Tổng ủy viên An ninh nhà nước Lavrenty Pavlovich Beria (1899—1953)    | 25 tháng 11 1938 | 29 tháng 12 1945 | Ủy viên dự khuyết Bộ Chính trị Phó Chủ tịch Hội đồng Dân ủy Liên Xô                                                                                    |                                |
| 4   |                           | Thượng tướng Sergei Nikiforovich Kruglov (1907—1977)                  | 29 tháng 12 1945 | 15 tháng 3 1946  | Ủy viên dự khuyết Trung ương Đảng Cộng sản toàn Liên bang                                                                                              |                                |

### Phó Ủy viên Nhân dân
| STT | Họ và tên (sinh - mất)                                 | Họ và tên (sinh - mất)                                                        | Chức vụ                                                | Nhiệm kỳ              | Chức vụ kiêm nhiệm                                               | Ghi chú                |
| --- | ------------------------------------------------------ | ----------------------------------------------------------------------------- | ------------------------------------------------------ | --------------------- | ---------------------------------------------------------------- | ---------------------- |
| 1   |                                                        | Ủy viên An ninh Nhà nước hạng nhất Yakov Saulovich Agranov (1893-1938)        | Phó Ủy viên Nhân dân thứ nhất Bộ Dân ủy Nội vụ Liên Xô | 10/07/1934-15/04/1937 | Ủy viên Ủy ban Kiểm toán Trung ương Đảng Cộng sản toàn Liên bang |                        |
| 1   | Phó Ủy viên Nhân dân Bộ Dân ủy Nội vụ Liên Xô          | Ủy viên An ninh Nhà nước hạng nhất Yakov Saulovich Agranov (1893-1938)        | 15/04/1937-17/05/1937                                  |                       | Ủy viên Ủy ban Kiểm toán Trung ương Đảng Cộng sản toàn Liên bang |                        |
| 2   |                                                        | Ủy viên An ninh Nhà nước hạng nhất Georgy Evgenievich Prokofiev (1895-1937)   | Phó Ủy viên Nhân dân thứ hai Bộ Dân ủy Nội vụ Liên Xô  | 10/07/1934-29/09/1936 |                                                                  |                        |
| 3   |                                                        | Ủy viên An ninh Nhà nước hạng ba Matvei Davidovich Berman (1898-1939)         | Phó Ủy viên Nhân dân Bộ Dân ủy Nội vụ Liên Xô          | 29/09/1936-16/08/1937 |                                                                  |                        |
| 4   |                                                        | Ủy viên An ninh Nhà nước hạng nhất Mikhail Petrovich Frinovsky (1898-1940)    | Phó Ủy viên Nhân dân Bộ Dân ủy Nội vụ Liên Xô          | 16/10/1936-15/04/1937 |                                                                  |                        |
| 4   | Phó Ủy viên Nhân dân thứ nhất Bộ Dân ủy Nội vụ Liên Xô | Ủy viên An ninh Nhà nước hạng nhất Mikhail Petrovich Frinovsky (1898-1940)    | 15/04/1937-08/09/1938                                  |                       |                                                                  |                        |
| 5   |                                                        | Ủy viên An ninh Nhà nước hạng hai Lev Nikolaevich Belsky (1889-1941)          | Phó Ủy viên Nhân dân Bộ Dân ủy Nội vụ Liên Xô          | 03/11/1936-08/04/1938 |                                                                  |                        |
| 6   |                                                        | Ủy viên An ninh Nhà nước hạng hai Vladimir Mikhailovich Kurskiy (1897-1937)   | Phó Ủy viên Nhân dân Bộ Dân ủy Nội vụ Liên Xô          | 15/04/1937-08/07/1937 |                                                                  | Mất khi đang tại nhiệm |
| 7   |                                                        | Ủy viên An ninh Nhà nước hạng hai Vasily Vasilyevich Chernyshev (1896-1952)   | Phó Ủy viên Nhân dân Bộ Dân ủy Nội vụ Liên Xô          | 07/08/1937-22/04/1946 |                                                                  |                        |
| 8   |                                                        | Mikhail Ivanovich Ryzhov (1889-1939)                                          | Phó Ủy viên Nhân dân Bộ Dân ủy Nội vụ Liên Xô          | 16/08/1937-29/12/1937 |                                                                  |                        |
| 9   |                                                        | Semyon Borisovich Zhukovsky (1896-1940)                                       | Phó Ủy viên Nhân dân Bộ Dân ủy Nội vụ Liên Xô          | 08/01/1938-03/10/1938 | Ủy viên Ủy ban Kiểm tra Trung ương Đảng Cộng sản toàn Liên bang  | Miễn nhiệm chức vụ     |
| 10  |                                                        | Ủy viên An ninh Nhà nước hạng nhất Leonid Mikhailovich Zakovsky (1894-1938)   | Phó Ủy viên Nhân dân Bộ Dân ủy Nội vụ Liên Xô          | 29/01/1938-16/04/1938 |                                                                  | Miễn nhiệm chức vụ     |
| 11  |                                                        | Ủy viên An ninh Nhà nước hạng nhất Lavrenty Pavlovich Beria (1899—1953)       | Phó Ủy viên Nhân dân thứ nhất Bộ Dân ủy Nội vụ Liên Xô | 22/08/1938-25/11/1938 | Ủy viên Trung ương Đảng Cộng sản toàn Liên bang                  |                        |
| 12  |                                                        | Gleb Vasilyevich Filaretov (1901-1979)                                        | Phó Ủy viên Nhân dân Bộ Dân ủy Nội vụ Liên Xô          | 04/10/1938-18/02/1939 |                                                                  |                        |
| 13  |                                                        | Ủy viên An ninh Nhà nước hạng nhất Vsevolod Nikolayevich Merkulov (1895-1953) | Phó Ủy viên Nhân dân thứ nhất Bộ Dân ủy Nội vụ Liên Xô | 16/12/1938-03/02/1941 | Ủy viên Trung ương Đảng Cộng sản toàn Liên bang                  |                        |
| 14  |                                                        | Ủy viên An ninh Nhà nước hạng nhất Ivan Ivanovich Maslennikov (1900-1954)     | Phó Ủy viên Nhân dân Bộ Dân ủy Nội vụ Liên Xô          | 28/02/1939-03/07/1943 | Ủy viên dự khuyết Trung ương Đảng Cộng sản toàn Liên bang        |                        |
| 15  |                                                        | Ủy viên An ninh Nhà nước hạng hai Sergei Nikiforovich Kruglov (1907-1977)     | Phó Ủy viên Nhân dân Bộ Dân ủy Nội vụ Liên Xô          | 28/02/1939-25/02/1941 | Ủy viên dự khuyết Trung ương Đảng Cộng sản toàn Liên bang        |                        |

#### Thư ký Đặc vụ
Thư ký Đặc vụ Ủy viên Nhân dân Bộ Dân ủy Nội vụ Liên Xô (Оперативный секретарь наркома внутренних дел СССР) được thiết lập vào ngày 28/03/1936 theo nghị định của NKVD số 198; giải thể ngày 28/11/1936 theo nghị định NKVD số 00383
- Ủy viên An ninh Nhà nước hạng ba Yakov Abramovich Deich 28/03/1936-28/11/1936

#### Hội nghị Đặc biệt
Hội nghị Đặc biệt (Особое совещание) được thành lập vào ngày 11/07/1934 theo nghị định số 2 NKVD; theo nghị định số 00762 NKVD ngày 26/11/1938 Ban thư ký Hội nghị Đặc biệt (секретариат Особого совещания) trực thuộc Ủy viên Nhân dân Bộ Dân ủy Nội vụ Liên Xô và Tổng Thư ký Hội nghị đặc biệt được thành lập.
Thư ký trọng yếu Hội nghị Đặc biệt
- Đại tá An ninh Nhà nước Pavel Petrovich Bulanov 11/07/1934-29/03/1937
- Đại tá An ninh Nhà nước Vladimir Efimovich Tsesarsky 01/04/1937-28/03/1938
- Trung tá An ninh Nhà nước Isaak Ilyich Shapiro 28/03/1938-13/11/1938

Tổng Thư ký Hội nghị Đặc biệt
- Trung tá An ninh Nhà nước Mikhail Alekseevich Petrov 07/12/1938-28/01/1939
- Trung tá An ninh Nhà nước Mikhail Ivanovich Markeev 28/01/1939-04/09/1939
- Trung tá An ninh Nhà nước Vladimir Vasilyevich Ivanov 04/09/1939-22/03/1946

#### Văn phòng đặc biệt
Văn phòng đặc biệt (Особое бюро) Ủy viên Nhân dân Bộ Dân ủy được hình thành với các nhiệm vụ đặc biệt từ ngày 02/08/1939 theo nghị định số 00888 NKVD
Chánh văn phòng đặc biệt
- Ủy viên An ninh Nhà nước hạng ba Pyotr Afanasievich Sharia 02/08/1939-26/02/1941

#### Nhóm đặc biệt
Nhóm đặc biệt (Спецгруппа) được tách khỏi Vụ Ngoại vụ của GUGB thành một đơn vị độc lập vào năm 1937; nhóm được giao cho việc tiến hành khủng bố và phá hoại ở nước ngoài; bãi bỏ vào tháng 11 năm 1938.
Tư lệnh nhóm đặc biệt
- Trung tá An ninh Nhà nước Yakov Isaakovich Serebryansky 1937-10/11/1938

#### Đặc Ủy toàn quyền
Đặc ủy toàn quyền (Особоуполномоченные) Ủy viên Nhân dân Bộ Dân ủy đã bị bãi bỏ vào ngày 27/12/1936 theo nghị định NKVD số 00415
Đặc ủy toàn quyền thuộc Ủy viên Nhân dân Bộ Dân ủy Nội vụ Liên Xô
- Thiếu tá An ninh Nhà nước Abram Yakovlevich Belenky 10/07/1934-27/12/1936
- Trung tá An ninh Nhà nước Vladimir Efimovich Tsesarsky 08/10/1936-28/11/1936

#### Chánh Thanh tra
Chánh thanh tra (Главная инспекция) Ủy viên Nhân dân Bộ Dân ủy thành lập ngày 29/12/1934 theo nghị định NKVD số 00190 trên cơ sở Nghị định của Hội đồng Dân ủy Liên Xô số 2769 ngày 26/12/1934 để kiểm tra biên giới và an ninh nội bộ, cảnh sát công nhân và nông dân; bãi bỏ ngày 28/11/1936 theo nghị định NKVD số 00383
- Ủy viên An ninh Nhà nước hạng ba Nikolai Mikhailovich Bystrykh 29/12/1934-28/11/1936

### Đoàn Chủ tịch NKVD
Đoàn Chủ tịch (Коллегия) Bộ Dân ủy được thành lập theo quyết định của Bộ Chính trị Ban Chấp hành Trung ương Đảng Cộng sản toàn Liên bang (b) P60/62 ngày 05/04/1938. Bao gồm:
- Tổng ủy viên An ninh Nhà nước Nikolai Ivanovich Yezhov
- Ủy viên An ninh Nhà nước hạng nhất Mikhail Petrovich Frinovsky
- Ủy viên An ninh Nhà nước hạng nhất Lev Nikolaevich Belsky
- Ủy viên An ninh Nhà nước hạng hai Lev Nikolaevich Belsky
- Semyon Borisovich Zhukovsky
- Ủy viên An ninh Nhà nước hạng hai Vasily Vasilyevich Chernyshev
- Trung tá An ninh Nhà nước Alexander Antonovich Kovalev
- Ủy viên An ninh Nhà nước hạng ba Vasily Abramovich Karutsky

### Thư ký NKVD
Thư ký (Секретарь) Bộ Dân ủy được thiết lập vào ngày 11/07/1934 theo nghị định NKVD số 2
Thư ký Bộ Dân ủy
- Đại tá An ninh Nhà nước Pavel Petrovich Bulanov 11/07/1934-28/11/1936

### Ban Thư ký NKVD
Ban Thư ký (Секретариат) Bộ Dân ủy Nội vụ Liên Xô thành lập ngày 28/11/1936 theo nghị định NKVD số 00383
Tổng thư ký
- Ủy viên An ninh Nhà nước hạng ba Yakov Abramovich Deich 28/11/1936-16/08/1937
- Đại tá An ninh Nhà nước Isaak Ilyich Shapiro 08/1937-04/10/1938
- Trung tá An ninh Nhà nước Mikhail Alekseevich Petrov 04/10/1938-08/11/1938
- Ủy viên An ninh Nhà nước hạng ba Pyotr Afanasievich Sharia 08/11/1938-02/08/1939
- Đại tá An ninh Nhà nước Stepan Solomonovich Mamulov 16/08/1939-22/04/1946

#### Văn phòng đặc biệt thuộc Ban Thư ký NKVD
Văn phòng đặc biệt(Особое бюро) thuộc Ban Thư ký Bộ Dân ủy Nội vụ Liên Xô được thành lập ngày 15/02/1937 theo nghị định NKVD số 0064 để tổng kết kinh nghiệm công tác tình báo, phản gián, lưu hồ sơ về lãnh đạo các nước tư bản và soạn tài liệu; giải thể ngày 05/10/1938 theo nghị định NKVD số 0197
- Đại tá An ninh Nhà nước Valery Mikhailovich Gorozhanin 15/02/1937-27/05/1937
- Trung tá An ninh Nhà nước Nikolay Leonidovich Rubinstein 27/05/1937-11/1937
- Thiếu tá An ninh Nhà nước Abram Moiseevich Buzdes 11/1937-05/10/1938

### Ủy viên Toàn quyền đặc biệt NKVD
Ủy viên Toàn quyền đặc biệt (Особоуполномоченные) thuộc Bộ Dân ủy Nội vụ Liên Xô thành lập ngày 11/07/1934 theo nghị định NKVD số 2
- Đại tá An ninh Nhà nước Vladimir Dmitrievich Feldman 11/07/1934-23/10/1937
- Trung tá An ninh Nhà nước Grigory Stepanovich Balyabin 27/11/1938-20/12/1938
- Ủy viên An ninh Nhà nước hạng hai Sergei Nikiforovich Kruglov 20/12/1938-28/02/1939
- Đại tá An ninh Nhà nước Aleksey Georgievich Stefanov 28/02/1939-26/02/1941

### Bộ phận Cán bộ NKVD
Bộ phận Cán bộ (Сектор кадров) thành lập ngày 11/07/1934 theo nghị định NKVD số 2; bộ phận đổi tên thành Ban Cán bộ ngày 16/10/1934 theo nghị định NKVD số 192
- Đại tá An ninh Nhà nước Yakov Markovich Veinshtok 11/07/1934-16/10/1934

### Ban Cán bộ NKVD
Ban Cán bộ (Отдел кадров) được thành lập ngày 16/10/1934 theo nghị định NKVD số 192
- Đại tá An ninh Nhà nước Yakov Markovich Veinshtok 16/10/1934-15/10/1936
- Ủy viên An ninh Nhà nước hạng ba Mikhail Iosifovich Litvin 15/10/1936-17/05/1937
- Georgy Mikhailovich Statsevich 14/08/1937-13/09/1937
- Đại tá An ninh Nhà nước Nikanor Karpovich Davydov 14/08/1938-28/02/1939
- Ủy viên An ninh Nhà nước hạng hai Sergei Nikiforovich Kruglov /28/02/39-/25/02/1941

### Lực lượng Thanh tra NKVD
Lực lượng Thanh tra (Следственная часть) thành lập ngày 22/12/1938 theo nghị định NKVD số 00813; sau đó được tách thành lực lượng thanh tra GUGB và lực lượng thanh tra GEU ngày 04/09/1939 theo nghị định NKVD số 001050
- Ủy viên An ninh Nhà nước hạng hai Bogdan Zakharovich Kobulov 22/12/1938-04/09/1939

### Tổng cục trại lao động cải tạo và lao động định cư (GULAG)
Sát nhập vào NKVD từ OGPU theo nghị định NKVD số 2 ngày 11/7/1934; Trên cơ sở Nghị quyết Ủy ban Chấp hành Trung ương Liên Xô và Hội đồng Dân ủy Liên Xô ngày 27/10/1934 theo nghị định NKVD số 00122 ngày 29/10/1934 các cơ sở lao động cải tạo thuộc Bộ Dân ủy Tư pháp các nước Cộng hòa Liên bang sát nhập vào NKVD, và Tổng cục trại lao động cải tạo và lao động định cư (Главное управление исправительно-трудовых лагерей и трудовых поселений) đổi tên thành  Tổng cục trại giam, lao động định cư và giam giữ (Главное управление лагерей, трудовых поселений и мест заключения). Từ tháng 2/1941 đổi tên thành Tổng cục trại cải tạo lao động và định cư (Главное управление исправительно-трудовых лагерей и колоний)
Tổng cục trưởng
- Ủy viên An ninh Nhà nước hạng ba Matvey Davydovich Berman 11/07/1934-16/08/1937
- Đại tá An ninh Nhà nước Izrail Izrailevich Pliner 16/08/1937-14/11/1938
- Gleb Vasilyevich Filaretov 16/11/1938-18/02/1939
- Ủy viên An ninh Nhà nước hạng ba Vasily Vasilyevich Chernyshev 18/02/1939-26/02/1941
- Ủy viên An ninh Nhà nước hạng ba Viktor Grigorievich Nasedkin 26/02/1941-15/03/1946

### Tổng cục Cảnh sát Công nhân và Nông dân (GURKM)
Sát nhập vào NKVD từ OGPU ngày 11/7/1934 theo nghị định NKVD số 2. Tháng 2/1941 đổi tên thành Tổng cục Cảnh sát (Главное управление милиции, GUM). 
Tổng cục trưởng
- Ủy viên An ninh Nhà nước hạng hai Lev Nikolaevich Belsky 11/07/1934-07/08/1937
- Ủy viên An ninh Nhà nước hạng hai Vasily Vasilyevich Chernyshev 07/08/1937-18/02/1939
- Ủy viên An ninh Nhà nước hạng ba Ivan Aleksandrovich Serov 18/02/1939-29/07/1939
- Trung tá An ninh Nhà nước Pavel Nikitich Zuev 29/07/1939-14/03/1940
- Ủy viên An ninh Nhà nước hạng ba Alexander Grigorievich Galkin 14/03/1940-15/03/1946

### Tổng cục An ninh Biên giới và Nội vụ (GUPVO)
Sát nhập vào NKVD từ OGPU ngày 11/7/1934 theo nghị định NKVD số 2; ngày 8/3/1939 theo nghị định NKVD số 00206 được phân tách: Tổng cục lực lượng biên giới (Главное управление погранвойск, GUPV), Tổng cục lực lương NKVD bảo vệ công trình (Главное управление войск НКВД по охране ж.-д. сооружений), Tổng cục lực lượng NKVD bảo vệ các xí nghiệp công nghiệp đặc biệt quan trọng (Главное управление войск НКВД по охране особо важных предприятий промышленности), Tổng cục lực lượng hộ vệ NKVD (Главное управление конвойных войск НКВД), Tổng cục hậu cần (Главное управление военного снабжения GUVS), Tổng cục xây dựng quân sự lực lượng NKVD (Главное военно-строительное управление войск НКВД)
Tổng cục trưởng
- Ủy viên An ninh Nhà nước hạng nhất Mikhail Petrovich Frinovsky 11/07/1934-15/04/1937
- Đại tá An ninh Nhà nước Nikolai Kuzmich Kruchinkin 15/04/37-29/01/1938
- Đại tá An ninh Nhà nước Alexander Antonovich Kovalev 29/01/1938-03/02/1939
- Đại tá Sokolov Grigory Grigorievich (quyền) 03/02/1939-08/03/1939

### Tổng cục Phòng cháy chữa cháy (GUPO)
Thành lập ngày 11/7/1934 theo nghị định NKVD số 2
- Trung tá An ninh Nhà nước Mikhail Eliseevich Khryapenkov 11/07/1934-21/09/1938
- Đại tá An ninh Nhà nước Sergei Yakovlevich Vershinin 29/09/1938-07/09/1939
- Nikolai Aleksandrovich Istomin 07/09/1939-26/02/1941
- Emelyan Vasilievich Kozik 26/02/1941-31/07/41

### Tổng cục đo vẽ quốc gia và bản đồ
Tổng cục đo vẽ quốc gia và bản đồ (Главное управление государственной съёмки и картографии) được chuyển giao cho NKVD Liên Xô vào ngày 15 tháng 6 năm 1935. Nghị quyết Hội đồng Dân ủy Liên Xô số 1196 tách khỏi NKVD và chuyển thành Tổng cục Đo đạc và Bản đồ trực thuộc Hội đồng Dân ủy Liên Xô ngày 23 tháng 9 năm 1938.
- Anatoly Georgievich Goryanov-Gorny 20/06/1935-13/02/1937
- Victor Foteevich Tiunov 12/03/1937-01/08/1937
- Mikhail Viktorovich Nikitin 01/08/1937-23/09/1938

### Tổng cục đường cao tốc (GUSHOSDOR)
Tổng cục đường cao tốc (Главное управление шоссейных дорог) thành lập ngày 4/3/1936 theo nghị định NKVD số 0086 trên cơ sở Nghị quyết của Hội đồng Dân ủy Liên Xô số 424 ngày 3 tháng 3 năm 1936 về «việc tổ chức Cơ quan quản lý trung ương về đường cao tốc và đường bộ vận tải ô tô trực thuộc Hội đồng Dân ủy Liên Xô»
- Ủy viên An ninh Nhà nước hạng nhất Georgy Ivanovich Blagonravov 27/03/1936-25/05/1937
- Đại tá An ninh Nhà nước Mikhail Alexandrovich Volkov 25/01/1938-22/05/1938
- Ủy viên An ninh Nhà nước hạng ba Dmitry Matveevich Dmitriev 22/05/1938-28/06/1938
- Nikolai Fyodorovich Malinin (quyền) 09/1938-21/04/1939
- Vsevolod Tikhonovich Fedorov 21/04/1939-05/1942

### Tổng cục Đo lường và tải trọng
Tổng cục Đo lường và tải trọng (Главное управление мер и весов) được thành lập theo Nghị quyết của Hội đồng Dân ủy Liên Xô ngày 26 tháng 6 năm 1936. Cục Đo lường và tải trọng Trung ương được thiết lập trong Bộ Dân ủy Nội vụ Liên Xô; nhân sự được công bố vào ngày 16 tháng 9 năm 1936 theo nghị định NKVD số 00316; được đổi tên thành Tổng cục Đo lường và tải trọng NKVD vào ngày 23 tháng 12 năm 1936 theo nghị định NKVD số 517; tách khỏi NKVD và chuyển thành Ủy ban Đo lường và thiết bị đo lường (Комитет по делам мер и измерительных приборов) thuộc Hội đồng Dân ủy Liên Xô ngày 5 tháng 9 năm 1938 theo Nghị quyết của Hội đồng Dân ủy Liên Xô
- Konstantin Vladimirovich Shur 21/07/1936-19/05/1937
- Georgy Kirillovich Karmanov 19/05/1937-05/09/1938

### Tổng cục xây dựng vùng Viễn Bắc (GUSDS)
Tổng cục xây dựng vùng Viễn Bắc (Главное управление строительства на Дальнем Севере) được thiết lập trong NKVD ngày 4 tháng 3 năm 1938 theo Nghị quyết của Hội đồng Dân ủy Liên Xô số 260; được tổ chức vào ngày 29 tháng 9 năm 1939 theo nghị định NKVD số 00641
- Pavlov Karp Aleksandrovich 21/12/1937-11/10/1939
- Ivan Fyodorovich Nikishov 11/10/1939-24/12/1948

### Tổng cục lưu trữ (GAU)
Được hình thành theo Nghị quyết của Đoàn Chủ tịch Xô viết Tối cao Liên Xô ngày 16 tháng 4 năm 1938, công bố ngày 11 tháng 6 năm 1938 theo nghị định NKVD số 370, Cục Lưu trữ Trung ương được chuyển giao cho NKVD. Sau đó được đổi tên thành Tổng cục lưu trữ (Главное архивное управление) NKVD Liên Xô vào ngày 29 tháng 9 năm 1938 theo nghị định NKVD số 00641
- Nikolai Vladimirovich Maltsev 29/09/1938-02/04/1939
- Iosif Illarionovich Nikitinsky 02/04/1939-31/07/1941

### Tổng cục An ninh Nhà nước (GUGB)
Tổng cục An ninh Nhà nước (Главное управление государственной безопасности) được thành lập vào ngày 11 tháng 7 năm 1934 theo nghị định NKVD số 1; giải thể vào ngày 28 tháng 3 năm 1938 theo quyết định của Bộ Chính trị Ban Chấp hành Trung ương Đảng Cộng sản toàn Liên bang (b) P60/7. Được thành lập lại vào ngày 29 tháng 9 năm 1938 theo nghị định NKVD số 00641. Từ ngày 03/02/1941 đổi thành Bộ Dân ủy An ninh Nhà nước Liên Xô
- Ủy viên An ninh Nhà nước hạng nhất Yakov Saulovich Agranov 29/12/1936-15/04/1937
- Ủy viên An ninh Nhà nước hạng nhất Mikhail Petrovich Frinovsky 15/04/1937-28/03/1938
- Tổng ủy viên An ninh Nhà nước Lavrenty Pavlovich Beria 29/09/1938-17/12/1938
- Ủy viên An ninh Nhà nước hạng nhất Vsevolod Nikolayevich Merkulov 17/12/1938-03/02/1941

### Tổng cục kinh tế (GEU)
Tổng cục kinh tế (Главное экономическое управление) được thành lập từ các phòng ban 7, 8 và 9 cục 1 NKVD ngày 29/9/1938 theo nghị định NKVD số 00641
- Ủy viên An ninh Nhà nước hạng hai Bogdan Zakharovich Kobulov 04/09/1939-26/02/1941

### Tổng cục vận tải (GTU)
Tổng cục vận tải (Главное транспортное управление) được thành lập từ các phòng ban của cục 3 NKVD vào ngày 29 tháng 9 năm 1938 theo nghị định NKVD Liên Xô số 00641
- Solomon Rafailovich Milshtein 31/03/1939-26/02/1941

### Tổng cục Tù nhân
Tổng cục Tù nhân (Главное тюремное управление) được thành lập vào ngày 29 tháng 9 năm 1938 theo nghị định NKVD Liên Xô số 00641 trên cơ sở ban trại giam (тюремного отдела) NKVD Liên Xô
- Viktor Mikhailovich Bochkov 23/11/1938-28/12/1938
- Alexander Grigorievich Galkin 13/01/1939-14/03/1940
- Pavel Nikitich Zuev 14/03/1940-26/02/1941

### Tổng cục lực lượng biên phòng (GUPV)
Tổng cục lực lượng biên phòng (Главное управление погранвойск) được thành lập vào ngày 8 tháng 3 năm 1939 theo nghị định NKVD số 00206
- Sokolov Grigory Grigorievich 08/03/1939-26/08/1941

### Tổng cục lực lượng NKVD bảo vệ công trình đường sắt
Tổng cục lực lượng NKVD bảo vệ công trình đường sắt (Главное управление войск NKVD СССР по охране железнодорожных сооружений) được thành lập vào ngày 8 tháng 3 năm 1939 theo nghị định NKVD số 00206
- Alexander Ivanovich Gulyev 08/03/1939-26/02/1941

### Tổng cục lực lượng NKVD bảo vệ các xí nghiệp công nghiệp đặc biệt quan trọng
Tổng cục lực lượng NKVD bảo vệ các xí nghiệp công nghiệp đặc biệt quan trọng (Главное управление войск NKVD СССР по охране особо важных предприятий промышленности) được thành lập vào ngày 8 tháng 3 năm 1939 theo nghị định NKVD số 00206
- Emelyan Vasilievich Kozik 08/03/1939-26/02/1941

### Tổng cục lực lượng hộ tống
Tổng cục lực lượng hộ tống (Главное управление конвойных войск NKVD СССР) được thành lập vào ngày 8 tháng 3 năm 1939 theo nghị định NKVD số 00206
- Vladimir Maksimovich Sharapov 08/03/1939-26/02/1941

### Tổng cục hậu cần (GUVS)
Tổng cục hậu cần (Главное управление военного снабжения) được thành lập vào ngày 8 tháng 3 năm 1939 theo nghị định NKVD số 00206 
- Alexander Alekseevich Vurgaft 08/03/1939-26/02/1941

### Tổng cục xây dựng quân sự lực lượng NKVD
Tổng cục xây dựng quân sự lực lượng NKVD Liên Xô (Главное военно-строительное управление NKVD СССР) được thành lập vào ngày 8 tháng 3 năm 1939 theo nghị định NKVD số 00206 
- Ivan Semyonovich Lyuby 08/03/1939-26/02/1941

### Tổng cục trại xây dựng đường sắt (GULZhDS)
Tổng cục trại xây dựng đường sắt (Главное управление лагерей железнодорожного строительства) Được thành lập vào ngày 4 tháng 1 năm 1940 theo nghị định NKVD số 0014
- Naftaly Aronovich Frenkel 04/01/1940-28/04/1947

### Tổng cục Tuyên truyền chính trị lực lượng NKVD
Tổng cục Tuyên truyền chính trị lực lượng NKVD (Главное управление политпропаганды войск) được thành lập vào ngày 17 tháng 8 năm 1940 theo nghị định NKVD số 001013
- Pyotr Nikiforovich Mironenko 17/08/1940-26/02/1941

### Cục Xây dựng đặc biệt (Osobstroy)
Cục Xây dựng đặc biệt (Управление особого строительства) được thành lập vào ngày 28 tháng 8 năm 1940 theo nghị định NKVD số 001060 để giám sát việc xây dựng các nhà máy sản xuất máy bay ở vùng Kuibyshev
- Alexander Pavlovich Lepilov 28/08/1940-20/12/1945

### Tổng cục trại xây dựng công trình thủy lợi (Glavgidrostroy)
Tổng cục trại xây dựng công trình thủy lợi (Главное управление лагерей гидротехнического строительства) được thành lập vào ngày 13 tháng 9 năm 1940 theo nghị định NKVD số 001159
- Yakov Davydovich Rapoport 13/09/1940-23/08/1941

### Tổng cục Phòng không địa phương (GUMPVO)
Tổng cục Phòng không địa phương (Главное управление местной противовоздушной обороны) được thành lập vào ngày 29 tháng 10 năm 1940 theo nghị định NKVD số 001378
- Vasily Vasilyevich Osokin 29/10/1940-19/10/1943
- Mikhail Nikiforovich Shperov 20/10/1943-10/08/1956

### Cục Hành chính kinh tế (АHU)
Cục Hành chính kinh tế (Административно-хозяйственное управление) fdược thành lập vào ngày 11 tháng 7 năm 1934 theo nghị định NKVD số 2
- Iosif Meerovich Ostrovsky 11/07/1934-15/10/1936
- Semyon Borisovich Zhukovsky 15/10/1936-01/07/1937
- Mikhail Ivanovich Ryzhov 01/07/1937-19/10/1937
- Ivan Petrovich Popashenko 19/10/1937-28/03/1938 (расстрелян в 1940 году)
- Yuvelyan Davidovich Sumbatov-Topuridze 17/04/1938-31/07/1941

### Cục hợp tác xã
Cục hợp tác xã (Кооперативное управление) sát nhập vào NKVD từ OGPU và được thiết lập ngày 14 tháng tháng 7 năm 1934 theo nghih định NKVD và Đoàn Chủ tịch Tsentrosoyuz (Liên minh Hợp tác xã Tiêu dùng Trung ương toàn Liên bang) số 4; đổi tên thành Cục Thương mại, Sản xuất hộ gia đình xí nghiệp và cửa hàng thực phẩm Trung ương (Центральное управление торговли, производственно-бытовых предприятий и общепита, TsTPU) vào ngày 2 tháng 10 năm 1935 theo nghị định NKVD và Đoàn Chủ tịch Tsentrosoyuz số 315/1647; được chuyển giao cho Cục Dự trữ Nhà nước (Управление государственных резервов) thuộc Hội đồng Dân ủy Liên Xô ngày 1 tháng 8 năm 1936 theo nghị định NKVD số 317
- Moisey Borisovich Shneerson 14/07/1934-01/02/1936
- Alexey Konstantinovich Kolesnikov 01/02/1936-04/1936

### Cục Xây dựng đặc biệt
Cục Xây dựng đặc biệt (Управление особого строительства) được thành lập vào ngày 15 tháng 1 năm 1936 theo nghị định NKVD số 0014 với mục đích hướng dẫn xây dựng các lò bánh mì để lưu trữ kho ngũ cốc không thể xâm phạm; chuyển từ NKVD về Cục Dự trữ Nhà nước trực thuộc Hội đồng Dân ủy Liên Xô ngày 11 tháng 4 năm 1938
- Emil Aleksandrovich Zibrak 15/01/1936-16/08/1937
- Stepan Mikhailovich Egorov 29/10/1937-06/1938

### Cục Tư lệnh điện Kremlin Moskva (UKMK)
Cục Tư lệnh điện Kremlin Moskva (Управление коменданта Московского Кремля) trực thuộc trong NKVD ngày 28 tháng 1 năm 1936 theo nghị định NKVD số 0033
- Pyotr Pakhomovich Tkalun 28/01/1936-25/09/1937
- Fyodor Vasilyevich Rogov 25/09/1937-06/11/1938
- Nikolai Kirillovich Spiridonov 23/12/1938-26/09/1953

### Cục các vấn đề Tù binh chiến tranh và giam giữ (UPVI)
Cục các vấn đề Tù binh chiến tranh và giam giữ (Управление по делам военнопленных и интернированных) được thành lập vào ngày 19 tháng 9 năm 1939 theo nghị định NKVD số 0308
- Pyotr Karpovich Soprunenko 19/09/1939-12/02/1943

### Ban Hộ tịch nhà nước (OAGS)
Ban Hộ tịch nhà nước (Отдел актов гражданского состояния) được thành lập vào ngày 11 tháng 7 năm 1934 theo nghị định NKVD số 2
- Moisey Mordukhovich Alievsky 11/07/1934-05/11/1938
- Fedor Maksimovich Solodov 31/12/1938-31/12/1940

### Ban Tài chính (FD)
Ban Tài chính (Финансовый отдел) sát nhập vào NKVD từ OGPU vào ngày 11 tháng 7 năm 1934 theo nghị định NKVD số 2; chuyển thành Ban Kế hoạch và Tài chính Trung ương (Центральный финансово-плановый отдел, CFSP) vào ngày 8 tháng 8 năm 1937
- Lazar Izrailevich Berenzon 11/07/1934-26/02/1941

### Ban kiểm lâm
Ban kiểm lâm (Отдел лесной охраны) được thành lập vào ngày 29 tháng 11 năm 1934 theo nghị định NKVD số 00154 trên cơ sở Nghị quyết của Hội đồng Dân ủy Liên Xô số 2617 ngày 22 tháng 11 năm 1934; chuyển sang làm bộ phận cho GURKM NKVD của Liên Xô vào ngày 15 tháng 3 năm 1936; được chuyển giao cho Tổng cục Kiểm lâm và Trồng rừng (Главное управление лесоохраны и лесонасаждений) trực thuộc Hội đồng Dân ủy Liên Xô ngày 2 tháng 7 năm 1936 theo Nghị định của Ủy ban Chấp hành Trung ương Liên Xô và Hội đồng Dân ủy Liên Xô.
- Anatoly Georgievich Goryanov-Gorny 29/11/1934-15/03/1936
- Savva Fedorovich Belonogov 15/03/1936-02/07/1936

### Ban Kỹ thuật xây dựng
Ban Kỹ thuật xây dựng (Инженерно-строительный отдел) tách khỏi cơ cấu của GUPVO NKVD thành một bộ phận độc lập vào ngày 4 tháng 1 năm 1936
- Alexander Yakovlevich Lurie 04/01/1936 — 11/03/1937

### Ban định cư
Ban định cư (Переселенческий отдел) được thành lập vào ngày 22 tháng 7 năm 1936; nhân sự được công bố vào ngày 10 tháng 6 năm 1937 theo nghị định NKVD số 00340; giải tán vào ngày 9 tháng 8 năm 1939 theo nghị đinh NKVD số 0253
- Matvey Davydovich Berman 22/07/1936-26/10/1936
- Izrail Izrailevich Pliner 26/10/1936-14/11/1938

### Ban kế hoạch
Ban kế hoạch (Плановый отдел) được thành lập vào ngày 19 tháng 3 năm 1937 theo nghị định NKVD số 027; được tổ chức lại thành Ban Kế hoạch Tài chính Trung ương ngày 8 tháng 8 năm 1937 theo nghị định NKVD số 311

### Ban động viên
Ban động viên (Мобилизационный отдел) được thành lập vào ngày 20 tháng 4 năm 1939 theo nghị định NKVD số 00433
- Ivan Samsonovich Sheredega 20/04/1939-24/09/1941

### Ban Vận tải Đường sắt và Đường thủy
Ban Vận tải Đường sắt và Đường thủy (Отдел железнодорожных и водных перевозок) được thành lập vào ngày 22 tháng 6 năm 1939 theo nghị định NKVD số 00703
- Stefan Ivanovich Zikeev 22/08/1940-05/05/1943

### Thanh tra phòng kiểm nghiệm an toàn khí cao áp
Thanh tra phòng kiểm nghiệm an toàn khí cao áp (Инспекция по котлонадзору) trong NKVD ngày 29 tháng 9 năm 1938 theo nghị định NKVD số 00641; được chuyển đến trực thuộc Tổng cục các trại khai thác và luyện kim (Главного управления лагерей горно-металлургической промышленности) thuộc NKVD ngày 2 tháng 7 năm 1941 theo nghị định NKVD số 00855
- Abram Savelievich Aizin 03/09/1937-09/02/1938
- Arkady Viktorovich Malinin 09/02/1938-25/01/1939
- Nikolai Petrovich Struzhkov 25/01/1939-02/07/1941

### Vụ Kỹ thuật đặc biệt (OTB)
Vụ Kỹ thuật đặc biệt (Особое техническое бюро) được thành lập vào ngày 10 tháng 1 năm 1939 theo nghị định NKVD số 0021 để sử dụng các tù nhân có kiến thức kỹ thuật đặc biệt
- Mikhail Arkadievich Davydov 15/01/1939-08/10/1939
- Valentin Aleksandrovich Kravchenko 14/11/1939-31/07/1941

### Cục 9
Cục 9 (9-е Управление) còn được gọi Cục các viện đặc biệt (Управление специальных институтов) được thành lập theo nghị quyết của Hội đồng Dân ủy Liên Xô ngày 19 tháng 12 năm 1945, số 3117-937 ss.
Tổ chức công tác khoa học của các viện và phòng thí nghiệm đặc biệt trong khuôn khổ Dự án Nguyên tử với sự tham gia của các chuyên gia từ các tù nhân chiến tranh được giam giữ, các chuyên gia Liên Xô bị giam, cũng như các chuyên gia được mời từ các nước khác.
Cục trưởng
- Avraamy Pavlovich Zavenyagin

## Cấp bậc
Năm 1935–1945, Tổng cục An ninh Nhà nước NKVD có hệ thống xếp hạng riêng trước khi được sáp nhập vào hệ thống xếp hạng tiêu chuẩn của quân đội Liên Xô.
Ban hành ngày 26/11/1935

### Quân hàm 1935–1937
| Tổng ủy viên An ninh Nhà nước | Ủy viên An ninh Nhà nước hạng nhất | Ủy viên An ninh Nhà nước hạng hai | Ủy viên An ninh Nhà nước hạng ba | Đại tá An ninh Nhà nước | Trung tá An ninh Nhà nước | Thiếu tá An ninh Nhà nước | Đại úy An ninh Nhà nước | Thượng sĩ An ninh Nhà nước | Trung sĩ An ninh Nhà nước | Hạ sĩ An ninh Nhà nước |
| ----------------------------- | ---------------------------------- | --------------------------------- | -------------------------------- | ----------------------- | ------------------------- | ------------------------- | ----------------------- | -------------------------- | ------------------------- | ---------------------- |
| петлица ГБ 1936               | петлица ГБ 1936                    | петлица ГБ 1936                   | петлица ГБ 1936                  | петлица ГБ 1936         | петлица ГБ 1936           | петлица ГБ 1936           | петлица ГБ 1936         | петлица ГБ 1936            | петлица ГБ 1936           | петлица ГБ 1936        |
|                               |                                    |                                   |                                  |                         |                           |                           |                         |                            |                           |                        |
| н/з гб 1936                   | н/з гб 1936                        | н/з гб 1936                       | н/з гб 1936                      | н/з гб 1936             | н/з гб 1936               | н/з гб 1936               | н/з гб 1936             | н/з гб 1936                | н/з гб 1936               | н/з гб 1936            |
| Tham khảo:                    |                                    |                                   |                                  |                         |                           |                           |                         |                            |                           |                        |

### Quân hàm 1937–1943
| Tổng ủy viên An ninh Nhà nước | Ủy viên An ninh Nhà nước hạng nhất | Ủy viên An ninh Nhà nước hạng nhất | Ủy viên An ninh Nhà nước hạng hai | Ủy viên An ninh Nhà nước hạng hai | Ủy viên An ninh Nhà nước hạng ba | Ủy viên An ninh Nhà nước hạng ba | Đại tá An ninh Nhà nước | Đại tá An ninh Nhà nước | Trung tá An ninh Nhà nước | Trung tá An ninh Nhà nước |
| ----------------------------- | ---------------------------------- | ---------------------------------- | --------------------------------- | --------------------------------- | -------------------------------- | -------------------------------- | ----------------------- | ----------------------- | ------------------------- | ------------------------- |
| петлица ГБ 1937               | Нквд1936вс5                        | петлица ГБ 1937                    | петлица ГБ 1937                   | петлица ГБ 1937                   | петлица ГБ 1937                  | петлица ГБ 1937                  | петлица ГБ 1937         | петлица ГБ 1937         | петлица ГБ 1937           | петлица ГБ 1937           |
| Tham khảo:                    |                                    |                                    |                                   |                                   |                                  |                                  |                         |                         |                           |                           |

| Thiếu tá An ninh Nhà nước | Thiếu tá An ninh Nhà nước | Đại úy An ninh Nhà nước | Đại úy An ninh Nhà nước | Thượng sĩ An ninh Nhà nước | Thượng sĩ An ninh Nhà nước | Trung sĩ An ninh Nhà nước | Trung sĩ An ninh Nhà nước | Hạ sĩ An ninh Nhà nước | Hạ sĩ An ninh Nhà nước |
| ------------------------- | ------------------------- | ----------------------- | ----------------------- | -------------------------- | -------------------------- | ------------------------- | ------------------------- | ---------------------- | ---------------------- |
| петлица ГБ 1937           | петлица ГБ 1937           | петлица ГБ 1937         | петлица ГБ 1937         | петлица ГБ 1937            | петлица ГБ 1937            | петлица ГБ 1937           | петлица ГБ 1937           | петлица ГБ 1937        | петлица ГБ 1937        |
| Tham khảo:                |                           |                         |                         |                            |                            |                           |                           |                        |                        |

### Quân hàm 1943–1945
|            | Tổng ủy viên An ninh Nhà nước | Tổng ủy viên An ninh Nhà nước | Đại tướng An ninh Nhà nước | Đại tướng An ninh Nhà nước | Thượng tướng An ninh Nhà nước | Thượng tướng An ninh Nhà nước | Trung tướng An ninh Nhà nước | Trung tướng An ninh Nhà nước | Thiếu tướng An ninh Nhà nước | Thiếu tướng An ninh Nhà nước |
| ---------- | ----------------------------- | ----------------------------- | -------------------------- | -------------------------- | ----------------------------- | ----------------------------- | ---------------------------- | ---------------------------- | ---------------------------- | ---------------------------- |
| Tham khảo: | погоны ГБ 1943                | погоны ГБ 1943                | погоны ГБ 1943             | погоны ГБ 1943             | погоны ГБ 1943                | погоны ГБ 1943                | погоны ГБ 1943               | погоны ГБ 1943               | погоны ГБ 1943               | погоны ГБ 1943               |
|            | 1                             | 2                             | 1                          | 2                          | 1                             | 2                             | 1                            | 2                            | 1                            | 2                            |

1 – 1943; 2 – 1943–1945.
|                      | Đại tá An ninh Nhà nước | Đại tá An ninh Nhà nước | Trung tá An ninh Nhà nước | Trung tá An ninh Nhà nước | Thiếu tá An ninh Nhà nước | Thiếu tá An ninh Nhà nước | Đại úy An ninh Nhà nước | Đại úy An ninh Nhà nước | Thượng úy An ninh Nhà nước | Thượng úy An ninh Nhà nước | Trung úy An ninh Nhà nước | Trung úy An ninh Nhà nước | Thiếu úy An ninh Nhà nước | Thiếu úy An ninh Nhà nước |
| -------------------- | ----------------------- | ----------------------- | ------------------------- | ------------------------- | ------------------------- | ------------------------- | ----------------------- | ----------------------- | -------------------------- | -------------------------- | ------------------------- | ------------------------- | ------------------------- | ------------------------- |
| 1943 Tham khảo:      | погоны ГБ 1943          | погоны ГБ 1943          | погоны ГБ 1943            | погоны ГБ 1943            | погоны ГБ 1943            | погоны ГБ 1943            | погоны ГБ 1943          | погоны ГБ 1943          | погоны ГБ 1943             | погоны ГБ 1943             | погоны ГБ 1943            | погоны ГБ 1943            | погоны ГБ 1943            | погоны ГБ 1943            |
| 1943–1946 Tham khảo: | погоны ГБ 1943          | погоны ГБ 1943          | погоны ГБ 1943            | погоны ГБ 1943            | погоны ГБ 1943            | погоны ГБ 1943            | погоны ГБ 1943          | погоны ГБ 1943          | погоны ГБ 1943             | погоны ГБ 1943             | погоны ГБ 1943            | погоны ГБ 1943            | погоны ГБ 1943            | погоны ГБ 1943            |

|            | Thượng sĩ An ninh Nhà nước | Thượng sĩ An ninh Nhà nước | Trung sĩ An ninh Nhà nước | Trung sĩ An ninh Nhà nước | Hạ sĩ An ninh Nhà nước | Hạ sĩ An ninh Nhà nước | Chiến sĩ An ninh Nhà nước | Chiến sĩ An ninh Nhà nước |
| ---------- | -------------------------- | -------------------------- | ------------------------- | ------------------------- | ---------------------- | ---------------------- | ------------------------- | ------------------------- |
| Tham khảo: | погоны ГБ 1943             | погоны ГБ 1943             | погоны ГБ 1943            | погоны ГБ 1943            | погоны ГБ 1943         | погоны ГБ 1943         | погоны ГБ 1943            | погоны ГБ 1943            |

## Hoạt động
Chức năng chính của NKVD là bảo vệ an ninh quốc gia Liên Xô. Vai trò này đã được thực hiện thông qua các cuộc đàn áp chính trị lớn, bao gồm cả những vụ sát hại được chấp thuận hàng nghìn chính trị gia và công dân, cũng như các vụ bắt cóc, ám sát và trục xuất hàng loạt.

### Đàn áp trong nước

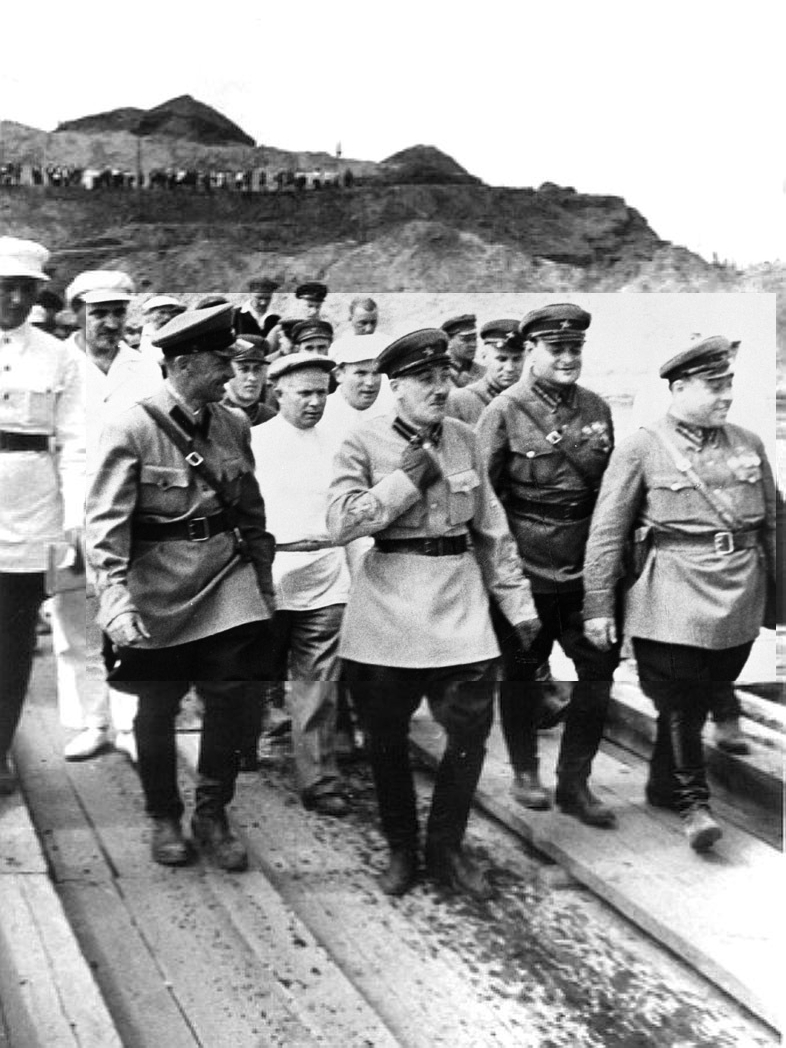
Ủy viên Nhân dân Bộ Dân vụ Liên Xô Genrikh Yagoda (giữa) kiểm tra việc xây dựng kênh đào Moscow-Volga, 1935

Khi Liên Xô thực hiện chính sách trong nước  đối với những phần tử được coi là kẻ thù của nhà nước Xô Viết ("Kẻ thù của nhân dân"), vô số người đã bị đưa đến các trại GULAG và hàng trăm nghìn người đã bị hành quyết bởi NKVD. Về mặt hình thức, hầu hết những người này đều bị kết tội bởi NKVD troika ("bộ ba")– tòa án quân sự đặc biệt. Dấu hiệu chứng cứ rất thấp: việc một người cung cấp thông tin ẩn danh đưa ra được coi là đủ cơ sở để bắt giữ. Sử dụng "biện pháp thuyết phục vật chất" (tra tấn) đã được phê chuẩn bởi một nghị quyết đặc biệt của nhà nước, mở đầu cho nhiều vụ xét xử thiếu công bằng, được lưu lại trong ký ức của các nạn nhân và các thành viên của chính NKVD. Hàng trăm ngôi mộ tập thể kết quả từ các hành động kết tội vội vã, sau đó đã được phát hiện trên khắp đất nước. Có bằng chứng tài liệu cho thấy NKVD đã thực hiện hàng loạt các vụ hành quyết phi pháp, được hướng dẫn bởi các "kế hoạch" bí mật. Những kế hoạch đó đã thiết lập số lượng và tỷ lệ nạn nhân (chính thức là "kẻ thù công khai") trong một khu vực nhất định (ví dụ như hạn ngạch cho giáo sĩ, quý tộc trước đây, v.v., bất kể danh tính). Gia đình của những người bị đàn áp, bao gồm cả trẻ em, cũng tự động bị đàn áp theo Nghị định NKVD số 00486.
Các cuộc thanh trừng được tổ chức thành nhiều đợt theo quyết định của Bộ Chính trị Đảng Cộng sản. Một số ví dụ là các chiến dịch bao quanh các kỹ sư (Tòa án Shakhty), đảng và nhóm âm mưu quân sự (Đại thanh trừng với Nghị định 00447), và nhân viên y tế ("Âm mưu bác sĩ"). Xe hơi ngạt đã được sử dụng ở Liên Xô trong cuộc Đại thanh trừng ở các thành phố Moscow, Ivanovo và Omsk.
Một số chiến dịch tập trung của NKVD liên quan đến việc truy tố toàn bộ các sắc tộc. Ví dụ, Chiến dịch NKVD ở Ba Lan năm 1937–1938 dẫn đến việc hành quyết 111,091 người Ba Lan. Toàn bộ dân số của một số sắc tộc nhất định đã bị cưỡng chế tái định cư. Những người nước ngoài sống ở Liên Xô được chú ý đặc biệt. Khi những công dân Mỹ sống ở Liên Xô vỡ mộng kéo đến cổng đại sứ quán Mỹ ở Moscow để cầu xin hộ chiếu mới của Mỹ rời khỏi Liên Xô (hộ chiếu Mỹ ban đầu của họ đã được sử dụng cho mục đích 'đăng ký' nhiều năm trước đó), không có hộ chiếu nào được cấp. Thay vào đó, NKVD đã nhanh chóng bắt giữ tất cả những người Mỹ, đưa đến nhà tù Lubyankavà sau đó bắn. Các công nhân tại nhà máy Ford GAZ của Liên Xô, nhà máy người Mỹ, bị Stalin nghi ngờ bị 'đầu độc' bởi tư tưởng của phương Tây, đã bị NKVD đưa đến Lubyanka bằng chính chiếc xe Ford Model A mà họ đã chế tạo, tại đây họ bị tra tấn; gần như tất cả đều bị hành quyết hoặc chết trong các trại lao động. Nhiều người trong số những người Mỹ bị giết đã được chôn trong ngôi mộ tập thể tại quận Yuzhnoye Butovo, Moscow. Mặc dù vậy, người dân các nước Cộng hòa Liên Xô vẫn là phần lớn nạn nhân của NKVD.
NKVD cũng từng là cánh tay của chính quyền Cộng sản Nga Xô trong cuộc đàn áp và gây ra cái chết với các dân tộc thiểu số và tín ngưỡng tôn giáo, chẳng hạn như Giáo hội Chính thống giáo Nga, Giáo hội Chính thống giáo Ukraine, Giáo hội Công giáo Rôma, Công giáo Đông phương, Hồi giáo, Do Thái giáo và các tổ chức tôn giáo khác, chiến dịch do Yevgeny Tuchkov đứng đầu.

### Hoạt động quốc tế

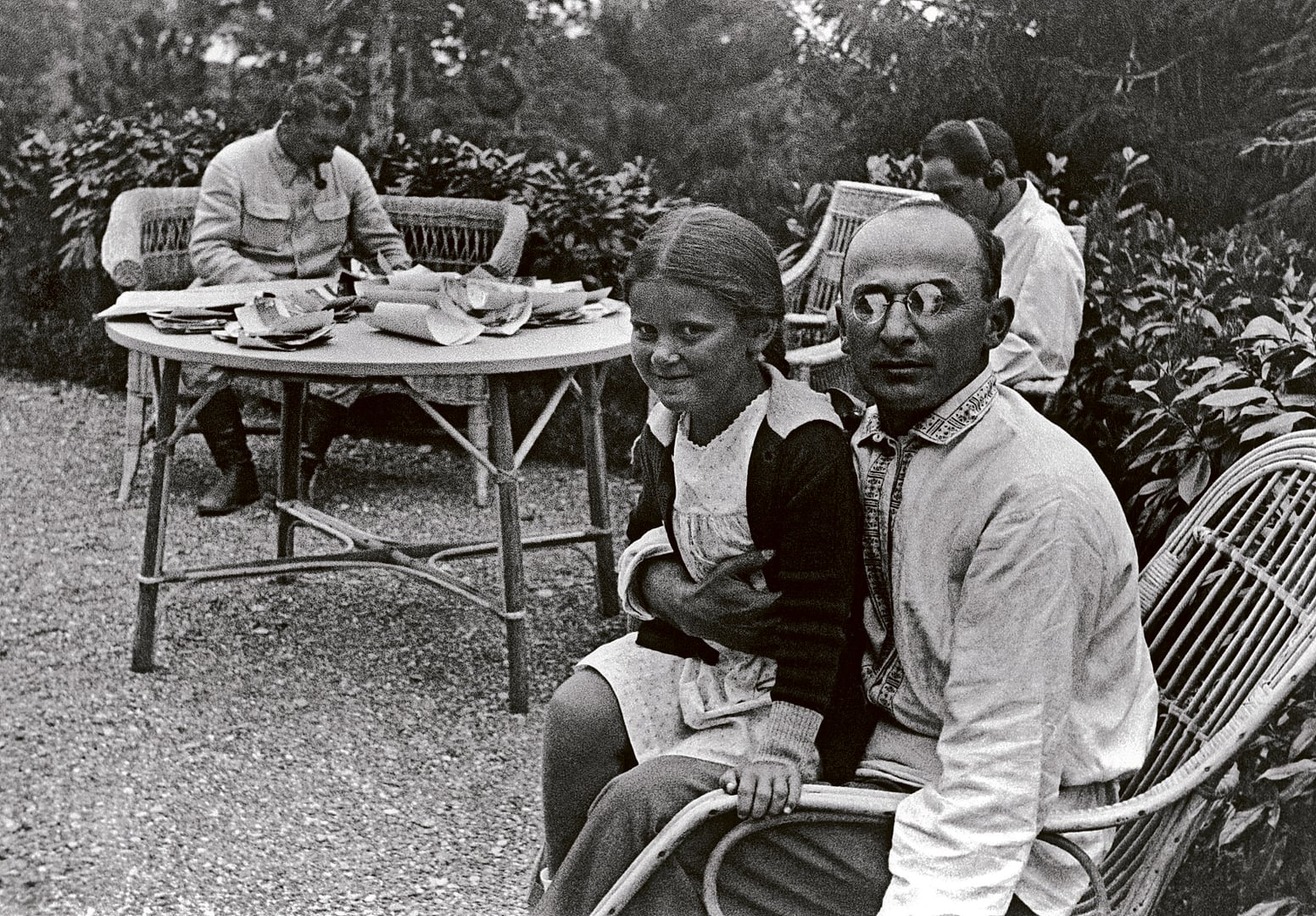
Lavrentiy Beria với Stalin (phía sau) và con gái Stalin Svetlana

Trong những năm 1930, NKVD chịu trách nhiệm về các vụ ám sát câc chính trị gia những người mà Stalin tin rằng chống lại ông. Các mạng lưới gián điệp do các sĩ quan NKVD đa ngôn ngữ như Pavel Sudoplatov và Iskhak Akhmerov đứng đầu đã được thành lập ở hầu hết các quốc gia lớn của phương Tây, bao gồm cả Hoa Kỳ. NKVD tuyển dụng các điệp viên cho các nỗ lực gián điệp của mình từ mọi tầng lớp xã hội, từ trí thức thất nghiệp như Mark Zborowski tới giới quý tộc như Martha Dodd. Bên cạnh việc thu thập thông tin tình báo, các mạng lưới này còn cung cấp hỗ trợ cho tổ chức cái gọi là nhiệm vụ dung hòa. nơi mà những kẻ thù của Liên Xô hoặc đã biến mất hoặc bị khử một cách công khai.
Đơn vị tình báo và hoạt động đặc biệt (Inostranny Otdel) của NKVD đã tổ chức các vụ ám sát ở nước ngoài những kẻ thù chính trị của Liên Xô, chẳng hạn như các nhà lãnh đạo của phong trào dân tộc chủ nghĩa, các cựu quan chức của Nga hoàng và các đối thủ của cá nhân Joseph Stalin. Trong số những nạn nhân chính thức được xác nhận của những âm mưu như vậy là:
- Leon Trotsky, kẻ thù chính trị của cá nhân Stalin và là nhà phê bình quốc tế quyết liệt nhất, bị giết ở Mexico City năm 1940;
- Yevhen Konovalets, lãnh đạo yêu nước người Ukraine xuất chúng người đang cố gắng tạo ra một phong trào ly khai ở Ukraine thuộc Liên Xô; bị ám sát ở Rotterdam, Hà Lan
- Yevgeny Miller, cựu tướng quan của quân đội Tsarist (Đế quốc Nga); trong những năm 1930, ông chịu trách nhiệm tài trợ cho các phong trào chống cộng trong Liên Xô với sự hỗ trợ của các chính phủ châu Âu. Bị bắt cóc ở Paris và đưa đến Moscow, nơi ông bị thẩm vấn và hành quyết
- Noe Ramishvili, Thủ tướng Gruzua độc lập, chạy sang Pháp sau khi Bolshevik tiếp quản; chịu trách nhiệm tài trợ và điều phối các tổ chức dân tộc chủ nghĩa của Gruzia và cuộc nổi dậy tháng Tám, ông bị ám sát ở Paris
- Boris Savinkov, nhà cách mạng Nga và khủng bố chống Bolshevik (bị dụ trở lại Nga và bị giết vào năm 1924 bởi Chiến dịch Tờ-rớt của GPU);
- Sidney Reilly, đặc vụ MI6 của Anh đã cố tình vào Nga năm 1925 để cố gắng vạch trần Chiến dịch Tờ-rớt để trả thù cho cái chết của Savinkov;
- Alexander Kutepov, cựu tướng quan của quân đội Tsarist (Đế quốc Nga), người đã tích cực tổ chức các nhóm chống cộng với sự hỗ trợ của chính phủ Pháp và Anh

Các nhà bất đồng chính kiến nổi tiếng cũng được phát hiện đã chết trong những tình huống rất đáng ngờ, bao gồm Walter Krivitsky, Lev Sedov, Ignace Reiss và cựu đảng viên Đảng Cộng sản Đức (KPD) Willi Münzenberg.
Nhà lãnh đạo thân Liên Xô Thịnh Thế Tài ở Tân Cương đã nhận được sự hỗ trợ của NKVD trong việc tiến hành một cuộc thanh trừng giống với cuộc Đại thanh trừng của Stalin vào năm 1937. Thịnh và Liên Xô cáo buộc một âm mưu lớn của Trotsky và "âm mưu phát xít Trotskyite" nhằm tiêu diệt Liên Xô. Tổng lãnh sự Liên Xô Garegin Apresoff, Tướng Mã Hổ Sơn, Mã Thiệu Vũ, Mahmud Sijan, lãnh đạo chính thức của tỉnh Tân Cương Chương Hoàng Hán và Hoja-Niyaz nằm trong số 435 người bị cáo buộc chủ mưu trong âm mưu này. Tân Cương chịu ảnh hưởng của Liên Xô.

### Nội chiến Tây Ban Nha
Trong thời kỳ Nội chiến Tây Ban Nha, các điệp viên NKVD, hoạt động cùng với Đảng Cộng sản Tây Ban Nha, đã rèn luyện quyền kiểm soát đáng kể cho chính phủ Cộng hòa, sử dụng viện trợ quân sự của Liên Xô để giúp Liên Xô tăng thêm ảnh hưởng. NKVD thành lập nhiều nhà tù bí mật xung quanh thủ đô Madrid, mà được sử dụng để giam giữ, tra tấn, và giết hàng trăm kẻ thù của NKVD, lúc đầu tập trung vào Tây Ban Nha Quốc gia và Công giáo Tây Ban Nha, trong khi từ cuối năm 1938 là những người vô chính phủ và theo chủ nghĩa Trotsky bị khủng bố. Năm 1937 Andrés Nin, Bí thư Đảng Công nhân Thống nhất Mác xít theo chủ nghĩa Trotsky và các đồng chí của ông đã bị tra tấn và sát hại trong một nhà tù NKVD ở Barcelona.

### Hoạt động trong Thế Chiến II
Trước cuộc xâm lược của Đức, để đạt được các mục tiêu riêng của mình, NKVD đã sẵn sàng hợp tác ngay cả với các tổ chức như Gestapo của Đức. Vào tháng 3 năm 1940, đại diện của NKVD và Gestapo đã gặp nhau trong một tuần tại Zakopane, để điều phối việc bình định Ba Lan, Hội nghị Gestapo-NKVD. Về phần mình, Liên Xô đã giao hàng trăm người Cộng sản Đức và Áo cho Gestapo, với tư cách là những người nước ngoài không mong muốn, cùng với các tài liệu của họ. Tuy nhiên, nhiều đơn vị NKVD sau đó đã chiến đấu với Wehrmacht, ví dụ như Sư đoàn bộ binh số 10 NKVD, đã chiến đấu trong Trận chiến Stalingrad.
Sau khi Đức xâm lược, NKVD đã sơ tán và sát hại tù nhân.
Trong Chiến tranh Thế giới thứ hai, các đơn vị Quân đội Nội vụ NVKD được sử dụng để đảm bảo an ninh khu vực hậu phương, bao gồm cả việc ngăn chặn sự rút lui của các sư đoàn quân đội Liên Xô. Mặc dù chủ yếu nhằm mục đích an ninh nội địa, các sư đoàn NKVD đôi khi được sử dụng ở mặt trận để ngăn chặn việc đào ngũ thông qua Nghị quyết số 270 và Nghị quyết số 227 của Stalin ban hành năm 1941 và 1942, nhằm nâng cao tinh thần quân đội thông qua sự tàn bạo và ép buộc. Vào đầu cuộc chiến, NKVD đã thành lập 15 sư đoàn bộ binh, đến năm 1945 đã mở rộng thành 53 sư đoàn và 28 lữ đoàn. Mặc dù chủ yếu dành cho mục đích an ninh nội bộ, các sư đoàn NKVD đôi khi được sử dụng ở tiền tuyến, ví dụ như trong Trận Stalingrad và Cuộc tấn công Krym năm 1944. Không giống như Waffen-SS, NKVD không trang bị bất kỳ đơn vị thiết giáp hoặc cơ giới hóa nào.
Tại các vùng lãnh thổ do kẻ thù chiếm giữ, NKVD đã thực hiện nhiều nhiệm vụ phá hoại. Sau khi Kiev bị chiếm đóng, các đặc vụ NKVD đã phóng hỏa trụ sở của Đức Quốc xã và nhiều mục tiêu khác, cuối cùng thiêu rụi phần lớn trung tâm thành phố. Các hành động tương tự cũng diễn ra trên khắp Byelorussia và Ukraine bị chiếm đóng.
NKVD (sau này là KGB) đã thực hiện các vụ bắt giữ, trục xuất và hành quyết hàng loạt. Các mục tiêu bao gồm cả những người cộng tác với Đức và các phong trào kháng chiến phi cộng sản như Armia Krajowa của Ba Lan và Quân đội nổi dậy Ukraine nhằm tách khỏi Liên Xô, một số khác nữa. NKVD cũng đã hành quyết hàng chục nghìn tù nhân chính trị Ba Lan trong các năm 1939–1941, bao gồm cả vụ thảm sát Katyń. Các đơn vị NKVD cũng được sử dụng để trấn áp cuộc chiến tranh du kích kéo dài ở Ukraine và vùng Baltic, kéo dài cho đến đầu những năm 1950.

### Hoạt động hậu chiến
Sau cái chết của Stalin năm 1953, nhà lãnh đạo mới của Liên Xô Nikita Khrushchev đã tạm dừng các cuộc thanh trừng NKVD. Từ những năm 1950 đến những năm 1980, hàng nghìn nạn nhân đã được "phục hồi" một cách hợp pháp (tức là được tha bổng và được phục hồi các chức vụ của họ). Nhiều nạn nhân và thân nhân của họ đã từ chối nộp đơn xin phục hồi vì sợ hãi hoặc thiếu giấy tờ. Việc phục hồi không hoàn thành: hầu hết các trường hợp, được xác nhận là "do thiếu bằng chứng về trường hợp phạm tội". Chỉ một số ít người được phục hồi với xác nhận "được xóa bỏ mọi tội danh".
Rất ít đặc vụ NKVD từng bị kết án chính thức về việc vi phạm đặc biệt các quyền bất kỳ ai. Về mặt pháp lý, những điệp viên bị hành quyết vào những năm 1930 cũng bị "thanh trừng" mà không có các cuộc điều tra tội phạm hợp pháp và quyết định của tòa án. Trong những năm 1990 và 2000 (thập kỷ), một số ít cựu đặc vụ NKVD sống ở các nước Baltic đã bị kết án vì tội ác chống lại người dân địa phương.

### Hoạt động tình báo
Hoạt động bao gồm:
- Thiết lập mạng lưới gián điệp rộng khắp thông qua Đệ Tam Quốc tế.
- Hoạt động của Richard Sorge, the "Ca đoàn đỏ", Willi Lehmann, và các điệp viên khác, những người đã cung cấp thông tin tình báo có giá trị trong Thế chiến II.
- Tuyển dụng các quan chức quan trọng của Vương quốc Anh làm đặc vụ trong những năm 1940.
- Thâm nhập các dịch vụ tình báo Anh (MI6) và phản gián (MI5).
- Thu thập thông tin thiết kế vũ khí hạt nhân chi tiết từ Mỹ và Anh.
- Phá vỡ một số âm mưu ám sát Stalin đã được chứng minh.
- Thành lập Cộng hòa Nhân dân Ba Lan và trước đó là Đảng cộng sản Ba Lan cùng với việc đào tạo các nhà hoạt động chính trị, trong Thế chiến thứ hai. Tổng thống đầu tiên của Ba Lan sau chiến tranh là Bolesław Bierut, một đặc vụ NKVD.

### Kinh tế Liên Xô

Sergei Korolev ngay sau khi bị bắt, năm 1938

Hệ thống khai thác lao động rộng khắp ở Gulag đã đóng góp đáng kể cho nền kinh tế Liên Xô và sự phát triển của các vùng sâu vùng xa. Thuộc địa hóa Siberia, Viễn Bắc và Viễn Đông là một trong những mục tiêu được nêu rõ ràng trong luật đầu tiên liên quan đến các trại lao động. Khai thác mỏ, các công trình xây dựng (đường bộ, đường sắt, kênh đào, đập và nhà máy), khai thác gỗ và các chức năng khác của các trại lao động là một phần của Kinh tế kế hoạch của Liên Xô, và kế hoạch sản xuất riêng NKVD.
Phần khác thường nhất trong những thành tựu của NKVD là vai trò của nó trong khoa học và phát triển vũ khí của Liên Xô. Nhiều nhà khoa học và kỹ sư bị bắt vì tội phạm chính trị đã bị đưa vào các nhà tù đặc biệt, thoải mái hơn nhiều so với Gulag, thường được gọi là sharashka. Những tù nhân này tiếp tục công việc của họ trong các nhà tù này. Khi được thả sau đó, một số người trong số họ đã trở thành nhà lãnh đạo thế giới về khoa học và công nghệ. Trong số các thành viên sharashka như vậy có Sergey Korolev, nhà thiết kế chính của chương trình tên lửa Liên Xô và sứ mệnh bay vào vũ trụ đầu tiên con người vào năm 1961, và Andrei Tupolev, nhà thiết kế máy bay nổi tiếng. Aleksandr Solzhenitsyn cũng bị giam trong một sharashka, và dựa trên cuốn tiểu thuyết Trong vòng kết nối đầu tiên về kinh nghiệm của mình ở đó.
Sau Chiến tranh thế giới thứ hai, NKVD đã điều phối công việc về vũ khí hạt nhân của Liên Xô, dưới sự chỉ đạo của Tướng Pavel Sudoplatov. Các nhà khoa học không phải là tù nhân, nhưng dự án được giám sát bởi NKVD vì tầm quan trọng lớn và yêu cầu tương ứng về an ninh và bí mật tuyệt đối. Ngoài ra, dự án đã sử dụng thông tin do NKVD từ Hoa Kỳ thu được.